# Twijzel
Twijzel (Fries: Twizel, [’tvizl]) is een dorp in de gemeente Achtkarspelen, in Nederlandse provincie Friesland. 
Het ligt ten noorden van Drachten, tussen Buitenpost en De Kooten aan de provinciale weg 355. Het dorp telde in 2020 1.090 inwoners.

## Geschiedenis
De plaats werd in 13e eeuw vermeld als Twislum. In 1395 werd het vermeld als Opwysel, in 1441 als in Up-twyzel, in 1718 als Twysel en 1899 als Twijzel en Optwijzel. De plaatsnaam Opwysel verwijst naar een tweesprong waarbij het is ontstaan. Optwizel is nog steeds een straatnaam in het dorp.
Het dorp bestond lang uit drie kleine kernen die in een lint waren gelegen, deze worden Twijzelerburen, Wedzeburen en Kerkeburen geduid. Op het eind van de 19e eeuw en in de twintigste eeuw groeide drie kernen echt aan elkaar vast. Op de heide van Twijzel ontstond eind 18e en begin 19e eeuw bewoning en dat groeide uit tot het dorp Twijzelerheide.
In 1999 heeft Twijzel een wapen aangenomen.

## Cultuur
In Twijzel wordt om de drie jaar de Simke Kloostermanpriis uitgereikt.

## Verenigingen
- De Wikselpas - volksdansen
- Laat ze maar schuiven - sjoelen
- Vriendenkring - toneel
- SC Twijzel - voetbal
- KV Olympia - korfbal
- Amateur tuinvereniging Twijzel- volkstuin vereniging
- Schaakclub Twijzel - schaken
- Nocht en Wille - volleybal

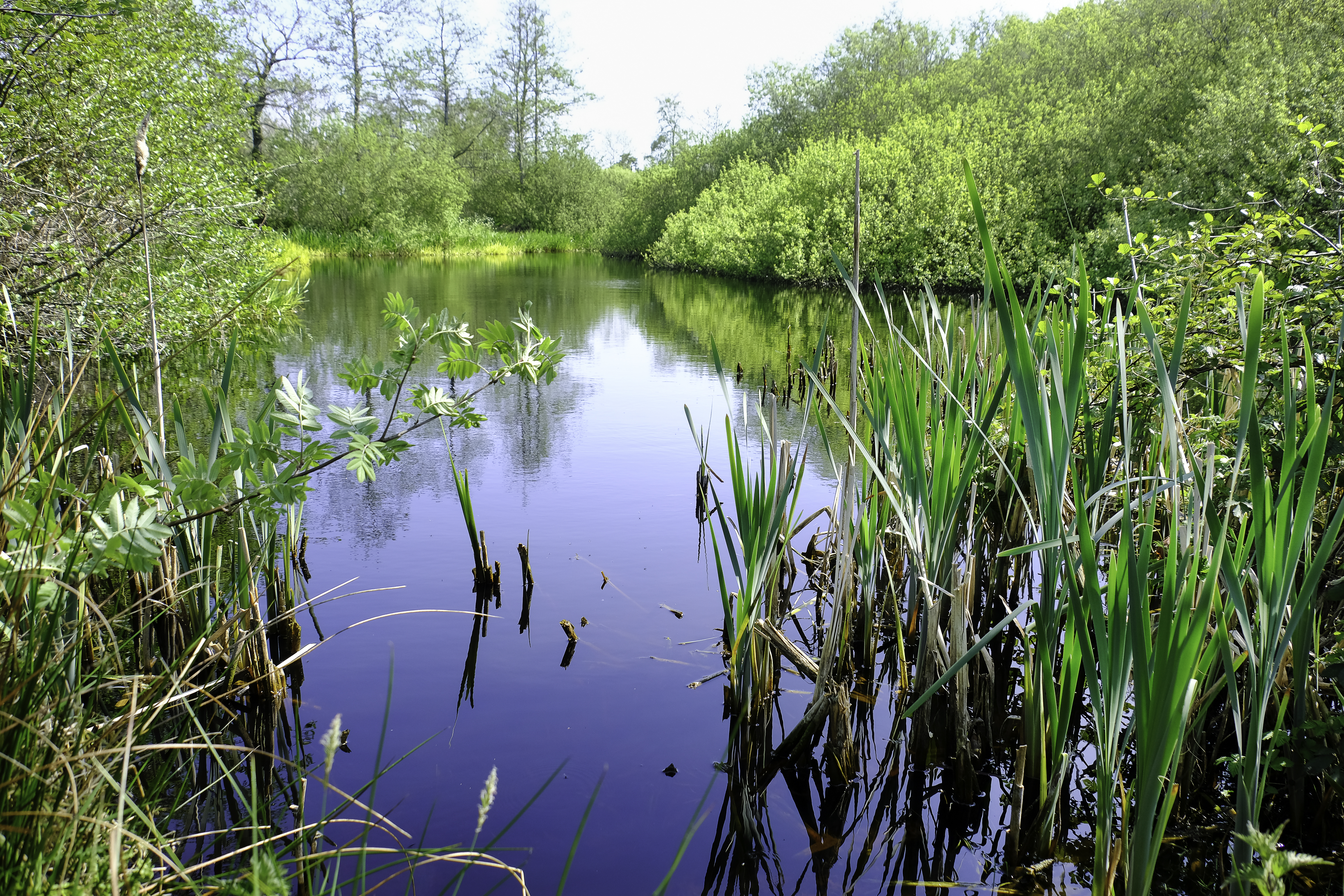
Bootsma's Dobbe (of Bootsma's Poel), een pingoruïne (ca. 25.000-18.000 oud) vernoemd naar een gelijknamige nabijwonende familie aan oostzijde van de weg De Wedze onder Twijzel (2020)

## Geboren in Twijzel
- Peter Tuinman (1947), acteur